# Grandas de Salime
Grandas de Salime és un conceyu de la Comunitat Autònoma del Principat d'Astúries a l'interior de la Comarca Occidental del Principat d'Astúries. Limita amb la província gallega de Lugo al sud i amb els municipis de Santalla d'Ozcos, Samartín d'Ozcos, Pezós i Allande.
És un dels municipis d'Asturies en els quals es parla gallec.
És famós per la presa hidroelèctrica (inaugurada el 1954), el salt de Salime, que dona lloc a un important embassament a la vall alta del riu Navia. El municipi és conegut també com una etapa en el Camí de Santiago. Com a part del camí de Santiago constitueix l'últim tram asturià de la Ruta Xacobea Primitiva abans d'endinsar-se a Galícia a través del Port del Acebo.

## Història

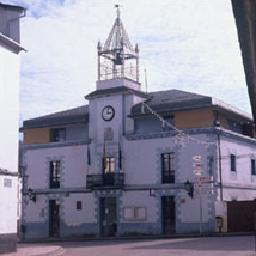
Ajuntament de Grandas de Salime, a Grandas

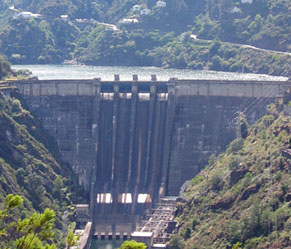
Salt de Grandas de Salime.

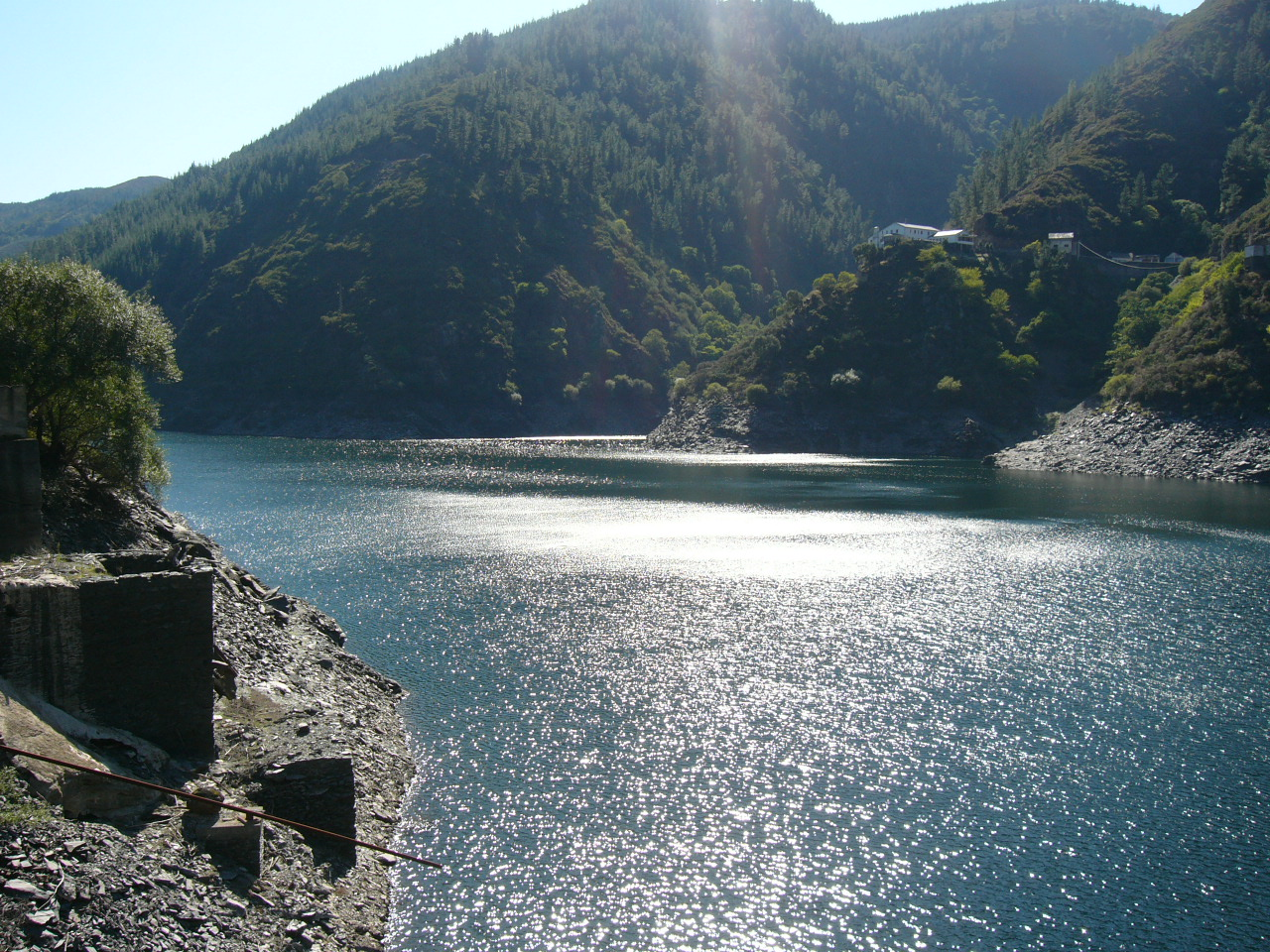
Embassament de Grandas de Salime.

### Prehistòria i romanització
El concejo té gran quantitat de restes tumulars i altres restes materials com cassoletes, figures humanes, destrals lluentades i metàl·liques, etc. Tot això va ser trobat en els túmuls de Chao de Cereixeira, el bec de La Cancel·la, i al Mont Bornela. També hi ha restes d'estructures funeràries a la Xorenga i Zarro.
També hi ha restes de l'època castrenya com ara: el castro del Chao Samartín, el castro de Pelou o el castro de Valabilleiro, tots amb restes d'utillatge, com destrals lluentades, una destral de taló de bronze amb dues anelles o amb una sola anella. Tots aquests castros són emmarcats en el que era el sector lucenc, habitat per pobles galaicos preromans. Actualment estan excavats per un equip arqueològic.
L'època romana va afectar tot aquest sector, principalment per la forta activitat minera en aquesta zona on hi ha abundants jaciments aurífers. Es conserven proves com els túnels excavats en Penafurada per a dur l'aigua a les explotacions mineres de Valabilleiro.

### Edat mitjana i moderna
En la període medieval ja hi ha notícies d'una demarcació anomenada Granda, amb una extensió més ample que l'actual concejo. Una gran influència va tenir el monestir de Vilanova d'Ozcos sobre aquestes terres i sobre els concejos limítrofs. Ferran II de Lleó, va atorgar a l'església d'Oviedo les terres de San Salvador de Granda i el castell de Bourón, abastant el seu poder a tota la zona occidental. Tota aquesta zona va ser molt pròspera, a causa del pas de la ruta xacobea. El poder de la Mitra ovetenca es perllongarà al llarg dels segles, acumulant aquesta església un gran patrimoni i poder en tota la comarca.
En el segle xvi i xvii, amb la desamortizació de Felip II, l'església ovetense va perdre la hegemonia, es distribuiran lots i seran els seus habitants que en vanpagar la redempció. Un dels lots va ser el qual incloïa les feligresies de Samartín d'Ozcos, Villapedre, A Mesa i Salime. Aquests tres últims consistiueixen el concejo autònom. Altre lot seria l'integrat per les parròquies de Granda i Travada. Tanmateix el poder senyorial va continuar vigent en tota aquesta època i això resultarà palès en les eleccions dels representants per a la Junta General del Principat d'Astúries.

### Seglexviiiendavant
Entre els segles xviii al xix, els concejos de Granda i Salime van rebre noves ordenances que duraran poc, ja que es concedirà a Grandas la capitalitat d'un dels partits judicials i en 1836 s'integra el municipi de Salime en Granda, donant lloc a l'actual demarcació de Grandas de Salime. Haurà nous canvis i el 1883, Grandas de Salime es va afegir al districte de Cangas de Tineo.
Altres esdeveniments del segle xix, són la guerra de la Independència que amb el peregrinar de la Junta del Principat es va reunir a Salime, o les guerres Carlines, on la columna carlista de Gómez va dispersar la brigada Cristina de Famosa que tenia uns tres mil homes. Després de la guerra s'intenta reactivar el concejo, es va construir l'Embassament de Grandas de Salime que va produir un auge en la vida del concejo. Després de la construcció de l'embassament, hi va haver-hi un èxode rural sense precedents, per mor de la inundació de les terres més fèrtils, o la pèrdua de pobles sota les aigües, o la falta de vies de comunicació entre els pobles.

## Geografia
Té unes comunicacions molt deficients que van entorn de les carreteres AS-12 que segueixen el riu Navia i l'AS-28 cap a Galícia. És a 149 quilòmetres de la capial del Principat. Té 1.323 habitants. Elsprincipals nuclis per ordre d'habitants són: Granda, Santa María, Cereijeira i Castro. És a una altitud d'entre els 400 i 800 metres amb relleus suaus i ondats. Tot el territori està travessat per la Serra del Acebo, el seu sostre es troba a Pedras Apañadas amb una altura de 1.204 metres. Aquesta cadena muntanyenca exerceix de barrera a les influències climàtiques oceàniques. Per això té una menor pluviositat que la resta dels concejos de la zona. És a kes conques fluvials del Navia i del Agueira.
La massa arbòria autòctona és el roure i el castany, s'hi ha introduït, per a la repoblació de determinades zones, el pi. Va haver una repoblació conjunta entre el Consistori i el Patrimoni Forestal de l'Estat que va afectar una superfície de 3.115 hectàrees. És un concejo eminentment rural, regit des de Grandas de Salime.

## Parròquies
El concejo de Grandas de Salime està dividit en set parròquies rurals: Grandas de Salime, A Mesa, Negueira, Penafonte, Trabada, Vilarpedre i Vitos.

## Evolució demogràfica
Va ser un concejo amb una població molt estable fins a 1960, al voltant de 3.500 habitants, el seu punt màxim l'assolí el 1952 amb 3.785 persones. La falta d'emigració en aquesta època era una conseqüència de la construcció de la presa de Salime que va servir per a fixar a la població, però això només assoleixo fixar-la per algun temps. Va haver-hi una segona part que va anar a l'anegar les terres fèrtils de cultiu, el que va provocar  un despoblament de la zona i una acceleració de l'emigració. El 1960 hi ha una primera onada d'emigració que va dur a una pèrdua de 1.085 habitants, les següents onades van ser més petites al voltant de sis-cents persones i la següent de dos-cents persones. Aquesta emigració va anar de majoria jove, que va tenir com a conseqüència la caiguda de la natalitat i un augment de l'envelliment, ja que gairebé el 55% de la població té més de 40 anys.

## Economia
Aproximadament la meitat de la població treballa en el sector primari, sobretot en la ramaderia. El sector secundari només absorbeix un 25,1% de població mentre que el sector serveis i el comerç té el 30,86%. En els últims anys hi ha hagut un increment del sector turístic i d'allotjaments com són les cases rurals que juntament amb l'aprofitament de les possibilitats d'oci de l'embassament, la qual cosa contribueix a generar rendes complementàries en un concejo 55% de la població té més que 40 anys.

## Política
Al concejo de Grandas de Salime, des de 1979, el CDS és el partit que més temps ha governat. L'actual batlle és Eustaquio Revilla Villegas del PSOE, qui governa des de 2004.
|      | PSOE | PP | CDS | Altres | Total |
| ---- | ---- | -- | --- | ------ | ----- |
| 1979 | 0    | 0  | 11  | 0      | 11    |
| 1983 | 6    | 5  | -   | 0      | 11    |
| 1987 | 4    | 1  | 6   | 0      | 11    |
| 1991 | 2    | 1  | 6   | 0      | 9     |
| 1995 | 2    | 0  | -   | 7      | 9     |
| 1999 | 3    | 5  | -   | 1      | 9     |
| 2003 | 3    | 4  | -   | 2      | 9     |
| 2007 | 6    | 3  | -   | 0      | 9     |